# بوطاهری
بوطاهری، روستایی از توابع بخش مرکزی شهرستان هندیجان در استان خوزستان ایران است.

## جمعیت
این روستا در دهستان هندیجان شرقی قرار دارد و براساس سرشماری مرکز آمار ایران در سال ۱۳۸۵، جمعیت آن ۶۴ نفر (۱۴خانوار) بوده‌است.